# 63a Mostra Internacional de Cinema de Venècia
La 63a Mostra Internacional de Cinema de Venècia es va inaugurar el 30 d'agost de 2006 amb la pel·lícula de Brian De Palma The Black Dahlia i va tancar el 9 de setembre de 2006. L'amfitriona de l'esdeveniment fou l'actriu italiana Isabella Ferrari.
Durant el festival es van projectar retrospectives per celebrar el centenari dels naixements de tres grans directors italians: Roberto Rossellini, Mario Soldati i Luchino Visconti. El Lleó d'Or com a Premi a tota una vida fou atorgat al director estatunidenc David Lynch. Totes les pel·lícules del concurs es van presentar per primera vegada com a estrena mundial en la història del festival des de la Segona Guerra Mundial.

## Jurats
El jurat de la Mostra de 2006 va estar format per:
Competició principal (Venezia 63)
- Catherine Deneuve, actriu francesa (Presidenta)
- Michele Placido, actor i director italià
- Juan Josè Bigas Luna, director espanyol
- Paulo Branco, productor portuguès
- Cameron Crowe, director, guionista i productor estatunidenc
- Txulpan Khamatova, actriu russa
- Park Chan-wook, director i guionista sud-coreà

Horitzons (Orizzonti)
- Philip Gröning, director i guionista alemany (President)
- Carlo Carlei, director italià
- Giuseppe Genna, escriptor italià
- Keiko Kusakabe, productor japonès
- Yousri Nasrallah, director egipci

Opera Prima (Premi "Luigi de Laurentiis")
- Paula Wagner, productor estatunidenc (President)
- Stefania Rocca, actriu italiana
- Guillermo del Toro, director i guionista mexicà
- Mohsen Makhmalbaf, director i productor iranià
- Andrei Plakhov, crític rus

Competició de curtmetratges (Corto Cortissimo)
- Teboho Mahlatsi, director i productor sud-africà (President)
- Francesca Calvelli, editor italià
- Aleksei Fedortxenko, director rus

## Selecció oficial

### En competició
La secció competitiva de la selecció oficial és un concurs internacional de llargmetratges en format 35mm i HD digital, que es presenten per al Lleó d'Or.
| Títol original        | Director(s)                         | País de producció                   |
| --------------------- | ----------------------------------- | ----------------------------------- |
| Zwartboek             | Paul Verhoeven                      | Països Baixos, Alemanya, Regne Unit |
| The Black Dahlia      | Brian De Palma                      | Estats Units, Alemanya              |
| Bobby                 | Emilio Estevez                      | Estats Units                        |
| Children of Men       | Alfonso Cuarón                      | Estats Units                        |
| Daratt                | Mahamat Saleh Haroun                | Txad, França, Bèlgica, Àustria      |
| Ejforija              | Ivan Vyrypaev                       | Rússia                              |
| Fong juk              | Johnnie To                          | Hong Kong, R.P. de la Xina          |
| Fallen                | Barbara Albert                      | Àustria                             |
| The Fountain          | Darren Aronofsky                    | Estats Units                        |
| Hollywoodland         | Allen Coulter                       | Estats Units                        |
| Hei yanquan           | Tsai Ming-liang                     | Taiwan, França, Àustria             |
| La stella che non c'è | Gianni Amelio                       | Itàlia                              |
| Mushishi              | Katsuhiro Otomo                     | Japó                                |
| Nuovomondo            | Emanuele Crialese                   | Itàlia, França                      |
| Papurika              | Satoshi Kon                         | Japó                                |
| Cœurs                 | Alain Resnais                       | França, Itàlia                      |
| Nue Propriété         | Joachim Lafosse                     | Bèlgica, Luxemburg, França          |
| The Queen             | Stephen Frears                      | Regne Unit                          |
| Sanxia haoren         | Jia Zhangke                         | R.P. de la Xina                     |
| Sang sattawat         | Apichatpong Weerasethakul           | Tailàndia, França                   |
| Quei loro incontri    | Jean-Marie Straub & Danièle Huillet | Itàlia, França                      |
| L'intouchable         | Benoît Jacquot                      | França                              |

Títol ressaltat indica guanyador del Lleó d'Or.

### Fora de competició
Obres de directors ja establertes en edicions passades del Festival i pel·lícules considerades adequades per a la projecció de mitjanit.
| Títol original              | Director(s)        | País de producció             |
| --------------------------- | ------------------ | ----------------------------- |
| Yeyan                       | Feng Xiaogang      | R.P. de la Xina               |
| Belle toujours              | Manoel de Oliveira | Portugal, França              |
| The Devil Wears Prada       | David Frankel      | Estats Units                  |
| Quelques jours en Septembre | Santiago Amigorena | França, Itàlia                |
| Inland Empire               | David Lynch        | Estats Units, Polònia, França |
| Ostrov                      | Pavel Lounguine    | Rússia                        |
| The Magic Flute             | Kenneth Branagh    | Regne Unit, França            |
| Gedo Senki                  | Goro Miyazaki      | Japó                          |
| World Trade Center          | Oliver Stone       | Estats Units                  |

| Fora de competició – Mitjanit | Fora de competició – Mitjanit | Fora de competició – Mitjanit | Fora de competició – Mitjanit |
| Títol original                | Director(s)                   | País de producció             |                               |
| ----------------------------- | ----------------------------- | ----------------------------- | ----------------------------- |
| Jjakpae                       | Ryoo Seung-wan                | Corea del Sud                 |                               |
| Baaz ham sib daari?           | Bayram Fazli                  | Iran                          |                               |
| Sakebi                        | Kiyoshi Kurosawa              | Japó                          |                               |
| Bo bui gai wak                | Benny Chan                    | R.P. de la Xina               |                               |
| Letnia miłość                 | Piotr Uklansky                | Polònia                       |                               |
| Para entrar a vivir           | Jaume Balagueró               | Espanya                       |                               |
| The Wicker Man                | Neil LaBute                   | Estats Units                  |                               |

| Esdeveniment especial | Esdeveniment especial | Esdeveniment especial | Esdeveniment especial |
| Títol original        | Director(s)           | País de producció     |                       |
| --------------------- | --------------------- | --------------------- | --------------------- |
| Lettere dal Sahara    | Vittorio De Seta      | Itàlia                |                       |

### Horitzons
Una secció que pretén donar una imatge de les noves tendències del cinema.
| Ficció                                | Ficció                                | Ficció                   | Ficció |
| Títol original                        | Director(s)                           | País de producció        |        |
| ------------------------------------- | ------------------------------------- | ------------------------ | ------ |
| Koorogi                               | Shinji Aoyama                         | Japó                     |        |
| The Hottest State                     | Ethan Hawke                           | Estats Units             |        |
| Tachiguishi retsuden                  | Mamoru Oshii                          | Japó                     |        |
| El cobrador: In God We Trust          | Paul Leduc                            | Mèxic, Argentina, Brasil |        |
| Mabei shang de fating                 | Liu Jie                               | R.P. de la Xina          |        |
| Non prendere impegni stasera          | Gianluca Maria Tavarelli              | Itàlia                   |        |
| Svobodnoe plavanie                    | Boris Khlebnikov                      | Rússia                   |        |
| Heimat-Fragmente: Die Frauen          | Edgar Reitz                           | Alemanya                 |        |
| Ana alati tahmol azouhour ila qabriha | Hala Alabdalla Yakoub & Ammar Al Beik | Síria, França            |        |
| Infamous                              | Douglas McGrath                       | Estats Units             |        |
| Quijote                               | Mimmo Paladino                        | Itàlia                   |        |
| Taiyang yu                            | Ho Yuhang                             | Malàisia, Hong Kong      |        |
| Opera Jawa                            | Garin Nugroho                         | Indonèsia                |        |
| Roma wa la n'touma                    | Tariq Teguia                          | Algèria, França          |        |
| O Céu de Suely                        | Karim Aïnouz                          | Brasil                   |        |

| Documentals                                   | Documentals                  | Documentals       |
| Títol                                         | Director(s)                  | País de producció |
| --------------------------------------------- | ---------------------------- | ----------------- |
| Bellissime 2 – Dagli anni Sessanta ad oggi    | Giovanna Gagliardo           | Itàlia            |
| Dong                                          | Jia Zhangke                  | R.P. de la Xina   |
| The U.S. vs. John Lennon                      | David Leaf & John Scheinfeld | Estats Units      |
| When the Leeves Broke: A Requiem in Four Acts | Spike Lee                    | Estats Units      |

| Esdeveniments especials        | Esdeveniments especials | Esdeveniments especials         |
| Títol                          | Director(s)             | País de producció               |
| ------------------------------ | ----------------------- | ------------------------------- |
| Akamas                         | Panicos Chrysanthou     | Xipre, Grècia, Hongria, Turquia |
| C’est Gradiva qui vous appelle | Alain Robbe-Grillet     | França, Bèlgica                 |
| Kill Gil 2                     | Gil Rossellini          | Itàlia, Suïssa                  |
| Il mio paese                   | Daniele Vicari          | Itàlia                          |
| Pasolini prossimo nostro       | Giuseppe Bertolucci     | Itàlia, França                  |

Títol il·luminat indica el premi Horitzons a la millor pel·lícula i al millor documental respectivament.

### Corto Cortissimo
Concurs internacional de curtmetratges de 35 mm en estrena mundial, no pot excedir els 30 minuts de durada.
| en competició                                 | en competició                     | en competició     |
| Títol                                         | Director(s)                       | País de producció |
| --------------------------------------------- | --------------------------------- | ----------------- |
| Levelek                                       | Ferenc Cakò                       | Hongria           |
| Comment on freine dans une descente?          | Alix Delaporte                    | França            |
| The Making of Parts                           | Daniel Elliott                    | Regne Unit        |
| Detektive                                     | Andreas Goldstein                 | Alemanya          |
| Treinta Años                                  | Nicolás Lasnibat                  | França, Xile      |
| Um Ano Mais Longo                             | Marco Martins                     | Portugal          |
| Mum                                           | Mads Matthiesen                   | Dinamarca         |
| "Faça sua Escolha"                            | Paula Miranda                     | Brasil            |
| Pharmakon                                     | Ioakim Mylonas                    | Xipre             |
| Rien ne va plus                               | Katja Pratschke and Gusztáv Hàmos | Alemanya          |
| Trillizas Propaganda                          | Fernando Salem                    | Argentina         |
| Simanei Derech                                | Shimon Shai                       | Israel            |
| Fib 1477                                      | Lorenzo Sportiello                | Itàlia            |
| What Does Your Daddy Do?                      | Martin Stitt                      | Regne Unit        |
| Eva reste au placard les nuits de pleine lune | Alex Stockman                     | Bèlgica           |
| In the Eye Abides the Hear                    | Mary Sweeney                      | Estats Units      |
| Adults only                                   | Joon Han Yeo                      | Malàisia          |

| Fora de competició | Fora de competició | Fora de competició |
| ------------------ | ------------------ | ------------------ |
| Sekalli sa Meokgo  | Teboho Mahlatsi    | Sud-àfrica         |

Títol il·luminat indica Lleó al Millor Curtmetratge

### La història secreta del cinema rus
Secció especial monogràfica sobre la història secreta del cinema de Rússia de 1934 a 1974.
| Títol original                     | Any  | Director(s)                             |
| ---------------------------------- | ---- | --------------------------------------- |
| Garmon'                            | 1934 | Igor Savchenko                          |
| Vesiolye rebiata                   | 1934 | Grigori Aleksandrov                     |
| Cirk                               | 1936 | Grigori Aleksandrov                     |
| Bogataja nevesta                   | 1938 | Ivan Pyryev                             |
| Volga-Volga                        | 1938 | Grigori Aleksandrov                     |
| Traktoristy                        | 1939 | Ivan Pyryev                             |
| Muzykalnaya istoriya               | 1940 | Aleksandr Ivanovsky & Gerbert Rappaport |
| Svetly put'                        | 1940 | Grigori Aleksandrov                     |
| Svinarka i pastukh                 | 1941 | Ivan Pyryev                             |
| V shest chasov vechera posle voyny | 1944 | Ivan Pyryev                             |
| Vesna                              | 1947 | Grigori Aleksandrov                     |
| Kubanskie kazaki'                  | 1950 | Ivan Pyryev                             |
| Shchedroe leto                     | 1950 | Boris Barnet                            |
| Karnavalnaya noch                  | 1956 | Eldar Ryazanov                          |
| Nash milyy doktor                  | 1956 | Shaken Ajmanov                          |
| Cheriomushki                       | 1963 | Gerbert Rappaport                       |
| Spasite utopayushchego             | 1969 | Pavel Arsenov                           |
| Romans o vlyublyonnykh             | 1974 | Andrei Konchalovsky                     |

### Joaquim Pedro de Andrade
Aquesta és una secció especial dedicada al cineasta brasiler Joaquim Pedro de Andrade, un dels pares del nou cinema i renovador del cinema brasiler. La seva filla, Alice de Andrade, productora també. Va restaurar els catorze treballs que constitueixen la filmografia del seu pare.
| Pel·lícules                | Pel·lícules | Pel·lícules |
| Títol original             | Any         |             |
| -------------------------- | ----------- | ----------- |
| Garrincha, Alegria do Povo | 1963        |             |
| O Padre e a Moça           | 1966        |             |
| Macunaíma                  | 1969        |             |
| Os Inconfidentes           | 1972        |             |
| Guerra Conjugal            | 1975        |             |
| O Homen do Pau-Brasil      | 1981        |             |

| Curtmetratges                     | Curtmetratges | Curtmetratges                                    | Curtmetratges |
| Títol                             | Any           | Títol                                            | Any           |
| --------------------------------- | ------------- | ------------------------------------------------ | ------------- |
| O Mestre de Apipucos (documental) | 1959          | Brasilia, Contradições de Uma Cidade Nova (doc.) | 1967          |
| O Poeta do Castelo (documental)   | 1959          | Linguagem da Persuasão (doc.)                    | 1970          |
| Couro de Gato                     | 1960          | Vereda Tropical (doc.)                           | 1977          |
| Cinéma Nôvo (documental)          | 1967          | O Aleijadinho (doc.)                             | 1978          |

### Història secreta del cinema italià 3
Sessions monogràfiques especials dedicades a la història secreta del cinema italià de 1937 a 1979. Aquesta és la tercera part de la retrospectiva de pel·lícules italianes, iniciada a la 61a Mostra Internacional de Cinema de Venècia.
| Títol original                                  | Director(s)                                 | Restauració |                                             |
| Centenari de Rossellini, Soldati i Visconti     | Centenari de Rossellini, Soldati i Visconti | Centenari de Rossellini, Soldati i Visconti                                                                                              | Centenari de Rossellini, Soldati i Visconti |
| ----------------------------------------------- | ------------------------------------------- | --- | ------------------------------------------- |
| Quartieri alti (1943)                           | Mario Soldati                               | Cineteca Nazionale |                                             |
| Ossessione (1943)                               | Luchino Visconti                            | Cineteca Nazionale, Ripley's Film, SKY Italia                                                                                            |                                             |
| Roma, città aperta (1945)                       | Roberto Rossellini                          | Cineteca Nazionale, Department de Política Cultural de la Ciutat de Roma, Cinecittà Digital                                              |                                             |
| Fuga in Francia' (1948)                         | Mario Soldati                               | Cineteca Nazionale |                                             |
| Anna Magnani, episodi de We, the Women (1953)   | Luchino Visconti                            | Cineteca Nazionale, Ripley's Film |                                             |
| Ingrid Bergman, episodi de We, the Women (1953) | Roberto Rossellini                          | Cineteca Nazionale, Ripley's Film |                                             |
| Il generale della Rovere (1959)                 | Roberto Rossellini                          | Cineteca Nazionale, Gruppo Editoriale Minerva – Raro Video, National Museum of Cinema of Torino, Historical Archive of the Biennale, LVR |                                             |
| La història secreta del cinema italià           |                                             | |                                             |
| Il feroce Saladino (1937)                       | Mario Bonnard                               | Fondazione Cineteca Italiana, National Museum of Cinema of Torino, Cineteca of Bologna – Laboratorio L'Immagine Ritrovata                |                                             |
| Per qualche dollaro in più (1965)               | Sergio Leone                                | Cineteca di Bologna – Laboratorio L'Immagine Ritrovata, SKY Italia                                                                       |                                             |
| Dalla nube alla resistenza (1979)               | Jean-Marie Straub i Danièle Huillet         | única còpia a l'arxiu de la Cineteca de Bologna                                                                                          |                                             |

## Seccions autònomes

### Setmana de la Crítica del Festival de Cinema de Venècia
Les següents pel·lícules foren exhibides com en competició per la 21a Setmana de la Crítica:
| Títol                              | Director(s)            | País de producció |
| ---------------------------------- | ---------------------- | ----------------- |
| El Amarillo                        | Sergio Mazza           | Argentina         |
| Egyetleneim                        | Gyula Nemes            | Hongria           |
| A Guide to Recognizing Your Saints | Dito Montiel           | Estats Units      |
| Hiena                              | Grzegorz Lewandowski   | Polònia           |
| Le Pressentiment                   | Jean-Pierre Darroussin | França            |
| Sur la trace d'Igor Rizzi          | Noël Mitrani           | Canadà            |
| Yi Nian Zhichu                     | Yu-Chieh Cheng         | Taiwan            |

| Títol                      | Director(s)                                        | País de producció        |                       |
| Esdeveniment especial      | Esdeveniment especial                              | Esdeveniment especial    | Esdeveniment especial |
| -------------------------- | -------------------------------------------------- | ------------------------ | --------------------- |
| La rieducazione            | Davide Alfonsi, Alessandro Fusto i Denis Malagnino | Itàlia                   |                       |
| Homenatge a Otto Preminger |                                                    |                          |                       |
| Bunny Lake is Missing      | Otto Preminger                                     | Regne Unit, Estats Units |                       |

### Dies de Venècia
Les següents pel·lícules foren seleccionades per la 3a edició de la secció autònoma Dies de Venècia (Giornate Degli Autori):
| Títol                        | Director(s)                       | País de producció                |
| ---------------------------- | --------------------------------- | -------------------------------- |
| 7 ans                        | Jean-Pascal Hattu                 | França                           |
| Chicha tu madre              | Gianfranco Quattrini              | Argentina, Perú                  |
| Come l'ombra                 | Marina Spada                      | Itàlia                           |
| Azuloscurocasinegro          | Daniel Sánchez Arévalo            | Espanya                          |
| Rêves de poussière           | Laurent Salgues                   | Burkina Faso, Canadà, França     |
| L'etoile du soldat           | Christophe de Ponfilly            | França, Alemanya, Afganistan     |
| Farväl Falkenberg            | Jesper Ganslandt                  | Dinamarca, Suècia                |
| Khadak                       | Jessica Woodworth i Peter Brosens | Bèlgica, Alemanya, Països Baixos |
| Mientras tanto               | Diego Lerman                      | Argentina, França                |
| La noche de los girasoles    | Jorge Sánchez-Cabezudo            | Espanya, Portugal                |
| Offscreen                    | Christoffer Boe                   | Dinamarca                        |
| L'udienza è aperta           | Vincenzo Marra                    | Itàlia                           |
| WWW - What a Wonderful World | Faouzi Bensaïdi                   | Marroc, França                   |

## Premis

### Selecció oficial
Els premis concedits en la 63a edició foren:
En Competició (Venezia 63)
- Lleó d'Or: Sanxia haoren de Jia Zhangke
- Lleó d'Argent al Millor Director: Alain Resnais per Cœurs
- Lleó d'Argent revelació: Emanuele Crialese per Nuovomondo
- Premi Especial del Jurat: Daratt de Mahamat Saleh Haroun
- Copa Volpi al millor actor: Ben Affleck per Hollywoodland
- Copa Volpi a la millor actriu: Helen Mirren per The Queen
- Premi Marcello Mastroianni (a l'actor o actriu revelació): Isild Le Besco per L'intouchable
- Premi a la millor fotografia: Emmanuel Lubezki per Children of Men
- Premi al millor guió: Peter Morgan per The Queen
- Lleó especial: Jean-Marie Straub i Danièle Huillet per their innovation in cinematographic languages

Premis Especials
- Lleó especial a tota la carrera - David Lynch

Premi Orizzonti
- Millor pel·lícula: Mabei shang de fating de Liu Jie
- Millor documental: When the Levees Broke: A Requiem in Four Acts de Spike Lee

Premi als Curtmetratges (Corto Cortissimo)
- Lleó d'Argent al millor curtmetratge: Comment on freine dans une descente? d'Alix Delaporte
- Premi UIP al millor curtmetratge europeu: The Making of Parts de Daniel Elliott

Menció especial: Adults Only de Yeo Joon Han

### Seccions autònomes
Els següents premis oficials i col·laterals foren concedits a pel·lícules de les seccions autònomes:
Setmana dels Crítics de Cinema Internacional de Venècia
- Millor pel·lícula: A Guide to Recognizing Your Saints de Dito Montiel
- Premi Isvema: A Guide to Recognizing Your Saints de Dito Montiel

Dies de Venècia (Giornate Degli Autori)
- Lleó del futur

"Premi Luigi de Laurentiis" a la pel·lícula de debut: Khadak de Peter Brosens i Jessica Woodworth
Menció especial: 7 ans de Jean-Pascal Hattu
- Label Europa Cinemas: Azuloscurocasinegro de Daniel Sánchez Arévalo
- Premi Arca Cinemagiovani – Millor pel·lícula "Altres Visions": Offscreen de Christoffer Boe
- Premi UAAR: Azuloscurocasinegro de Daniel Sánchez Arévalo
- Premi dels Autors de Venècia: Chicha tu madre de Gianfranco Quattrini i Mientras tanto de Diego Lerman

### Altres premis col·laterals
Els següents premis col·laterals foren conferits a pel·lícules de la secció oficial:
- Premi FIPRESCI[20]
  - Millor pel·lícula (En Competició): The Queen de Stephen Frears
  - Millor pel·lícula (Horizons): When the Levees Broke: A Requiem in Four Acts de Spike Lee
- Premi SIGNIS: Nuovomondo' d'Emanuele Crialese

Menció especial: Daratt de Mahamat Saleh Haroun
Menció especial: Nue Propriété de Joachim Lafosse
- Premi UNICEF: Nuovomondo de Emanuele Crialese
- Premi UNESCO : Daratt de Mahamat Saleh Haroun
- Premi Francesco Pasinetti (SNGCI):
  - Millor actor: Sergio Castellitto per La stella che non c'è
  - Millor actriu: Laura Morante per Cœurs
  - Millor pel·lícula: Nuovomondo d'Emanuele Crialese
- Premi Pietro Bianchi: Marco Bellocchio
- Premi FEDIC: Nuovomondo d'Emanuele Crialese
- Petit Lleó d'Or: Ejforijaa d'Ivan Vyrypaev
- Premi Jove Cinema – Millor pel·lícula internacional: Zwartboek de Paul Verhoeven
- Premi Wella: Non prendere impegni stasera de Gianluca Maria Tavarelli (Horitzons)
- Premi Open: Dong de Jia Zhangke (Horizons)
- Premi Doc/It (ex aequo): Dong de Jia Zhangke i I Am the One Who Brings Flowers to Her Grave de Hala Alabdalla Yakoub i Ammar Al Beik
- Premi Festival Digital Pel·lícula del Futur: Inland Empire de David Lynch (fora de competició)

Menció especial: Yeyan de Feng Xiaogang (fora de competició)
- Premi Laterna Magica: Children of Men d'Alfonso Cuarón
- Biografilm Award: Bobby d'Emilio Estevez
  - Millor pel·lícula: Premi CinemAvvenire: Nuovomondo d'Emanuele Crialese
  - Premi Cinema per Peace: Hei yanquan de Tsai Ming-liang
- Premi de la ciutat de Roma: Lettere dal Sahara de Vittorio De Seta (Special Events)
- Premi Xarxa dels Drets Humans: When the Levees Broke: A Requiem in Four Acts

Menció especial: Daratt de Mahamat Saleh Haroun
- Premi EIUC: Daratt de Mahamat Saleh Haroun
- Premi Fundació Mimmo Rotella: La stella che non c'è de Gianni Amelio
- Premi Gucci: Nick Cave (guió) per The Proposition de John Hillcoat[21]